# 2021년 도널드 트럼프 대통령 탄핵 소추

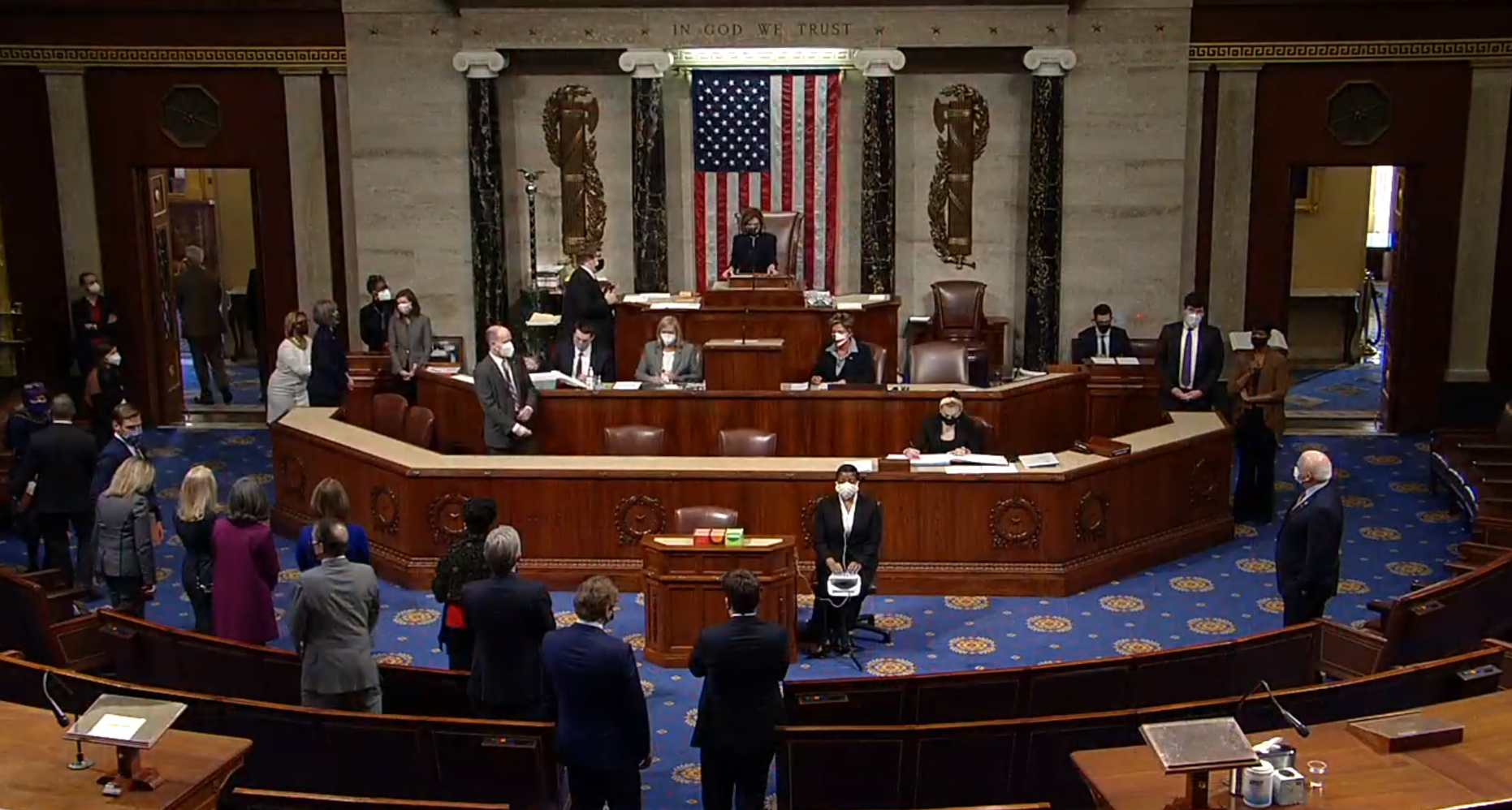

2021년 도널드 트럼프 대통령 탄핵 소추는 도널드 트럼프의 임기 만료 1주일을 남겨둔 2021년 1월 13일 이루어진 탄핵 소추이다. 하원은 1월 13일 탄핵안을 가결하였으나, 상원은 2월 13일 표결에서 부결되었다. 2019년에 이은 두 번째 탄핵 소추로, 2019년 탄핵 소추는 12월 하원 투표는 가결, 통과되었으나 2020년 2월 치러진 상원 투표에서 부결되었다.
2021년 1월 13일, 미국 하원은 재적 433명 중 찬성 232, 반대 197, 기권 4의 결과로 도널드 트럼프 대통령에 대한 탄핵소추안을 통과시켰다. 민주당 222명 전원이 찬성하였으며, 공화당 211명 중 10명의 의원이 찬성표를 던졌다. 하원은 전날인 1월 12일 부통령의 미국 수정 헌법 제25조 발동 및 도널드 트럼프 대통령의 직무 박탈 촉구 결의안을 찬성 223표, 반대 205표로 통과시켰으나, 마이크 펜스 부통령이 이에 대하여 거부 의사를 밝혔다. 이후 곧바로 탄핵 절차를 개시, 2021년 미국 국회의사당 습격과 관련하여 내란 선동 혐의로 탄핵 소추하였다.
2021년 1월 26일, 하원에서 상원으로 탄핵안이 송부되었으며, 2월 9일에는 탄핵안 심리의 합헌 여부를 묻는 표결이 진행되었다. 표결 결과 56 : 44로 합헌 결정하고, 심리를 개시하였다. 이후 2월 13일 표결에서 유죄 57표, 무죄 43표로 부결되었다. 공화당에서 찬성 7표가 나왔으나, 유죄 선고 기준인 67표에 미치지 못하였다.
도널드 트럼프는 2020년 선거에서 조 바이든에게 져서 낙선했으나, 탄핵안 부결에 따라 차기 선거 출마 등이 가능하다.
상원은 탄핵안이 통과되면 트럼프 전 대통령의 피선거권 박탈에 대한 표결을 진행할 계획이었으나, 상원의 부결에 따라 무산되었다.

## 같이 보기
- 2019년 도널드 트럼프 대통령 탄핵 소추
- 도널드 트럼프